# Дас-Айленд – Хабшан
Дас-Айленд — Хабшан — кілька трубопроводів у Об'єднаних Арабських Еміратах, які доправляють асоційований та вільний газ офшорних родовищ до газопереробного комплексу Хабшан.
З кінця 1950-х у економічній зоні емірату Абу-Дабі почалась розробка офшорних нафтових родовищ (Умм-Шайф, Закум та інші). Певний час отриманий при цьому попутний газ спалювали, проте з 1977-го його почали експортувати через розташований на острові Дас завод зі зрідження газу. У 1989-му також почалась розробка газових покладів родовища Абу-аль-Букуш, пов'язаних із пермською формацією Хуфф.
А на початку 2000-х узялись за проєкт подачі блакитного палива на суходіл, що стало можливим завдяки активізації видобутку вільного газу на родовищі Абу-аль-Букуш, від якого до острова Дас проклали новий трубопровід довжиною 43 км та діаметром 750 мм (це вже був другий газопровід такої протяжності та діаметра, яким Абу-аль-Букуш та Умм-Шайф сполучили з Дас-Айлендом). Після осушки та вилучення конденсату газ спрямовувався на суходіл по трубопроводу довжиною 150 км та діаметром 900 мм, який подавав ресурс на найбільший у країні газопереробний комплекс Хабшан. Тут провадиться остаточна підготовка, котра включає вилучення суміші зріджених вуглеводневих газів (ЗВГ) та сірководню. Запущений у 2003 році, проєкт був розрахований на подачу до Хабшану 18 млн м3 на добу, при цьому після вилучення зазначених вище фракцій більша частина залишкового газу закачувалась у поклади родовища Баб (на якому й розташований ГПЗ Хабшан), а близько 7,6 млн м3 на добу призначалось для постачання на теплові електростанції емірату.
Наприкінці того ж десятиліття почалась реалізація ще одного проєкту, спрямованого на збільшення поставок до Хабшану — Integrated Gas Development (IGD). Його складовою частиною стала програма Offshore Associated Gas (OAG), в межах якої на острові Дас спорудили дві лінії осушки, розраховані на роботу з 6 млн м3 попутного газу на добу. Подальше транспортування до Хабшану забезпечили за допомогою введеного у 2010-му газопроводу завдовжки 212 км та діаметром 750 мм. Він виходить на берег у Рас-аль-Кіла, після чого прямує на схід до Хабшану. Втім, ресурс від OAG становив лише незначну частину від загальних обсягів проєкту IGD, за яким з 2014-го на майданчик Хабшан могло надходити 28 млн м3 на добу. Додаткові об'єми отримують за рахунок розробки родовища Умм-Шайф, від якого до Дас проклали ще один газопровід довжиною 38 км та діаметром 1150 мм. Він розрахований на подачу як попутного газу, так і ресурсу, видобутого з формації Хуфф.
У 2018-му в межах першої фази проєкту IGD-E (Integrated Gas Development — Expansion) подачу офшорного ресурсу збільшили з 28 до 40 млн м3 на добу. При цьому для підсилення транспортного складника уклали угоду на прокладання ще одного газопроводу довжиною 231 км (в тому числі 117 км офшорної частини) та діаметром 1050 мм. Більша частина його траси збігається з маршрутом прокладеного кількома роками раніше газопроводу OAG, проте кінцевою точкою є ГПЗ Хабшан 5, розташований дещо далі на схід від інших компонентів майданчику Хабшан.